# Équipe des Pays-Bas féminine de basket-ball
Cet article traite de l'équipe féminine. Pour l'équipe masculine, voir Équipe des Pays-Bas masculine de basket-ball.
Maillots
L'équipe des Pays-Bas féminine de basket-ball est l'équipe nationale qui représente les Pays-Bas dans les compétitions internationales féminine de basket-ball. Elle est placée sous l'égide de la Fédération des Pays-Bas de basket-ball (Basketball Nederland). L'équipe est affiliée à la FIBA depuis 1946. Son surnom est Orange Lions.

## Histoire
En octobre 2021, la fédération engage la française Julie Barennes assistée d'Aurélie Bonnan avec l'objectif de se qualifier pour le championnat d'Europe 2023.

## Résultats

### Palmarès
| Compétitions mondiales                             | Compétitions continentales |
| -------------------------------------------------- | -------------------------- |
| - Jeux olympiques - Néant - Coupe du monde - Néant | - EuroBasket - Néant       |

### Parcours en compétitions internationales

#### Jeux olympiques
| Année | Position      |      | Année         | Position |               | Année | Position |
| 1976  | Non qualifiée | 1996 | Non qualifiée | 2016     | Non qualifiée |       |          |
| 1980  | Non qualifiée | 2000 | Non qualifiée | 2020     | Non qualifiée |       |          |
| 1984  | Non qualifiée | 2004 | Non qualifiée | 2024     | Non qualifiée |       |          |
| 1988  | Non qualifiée | 2008 | Non qualifiée | 2028     | -             |       |          |
| 1992  | Non qualifiée | 2012 | Non qualifiée | 2032     | -             |       |          |

#### Coupe du monde
| Année | Position      |      | Année         | Position |               | Année | Position |
| 1953  | Non qualifiée | 1979 | 8e            | 2006     | Non qualifiée |       |          |
| 1957  | Non qualifiée | 1983 | Non qualifiée | 2010     | Non qualifiée |       |          |
| 1959  | Non qualifiée | 1986 | Non qualifiée | 2014     | Non qualifiée |       |          |
| 1964  | Non qualifiée | 1990 | Non qualifiée | 2018     | Non qualifiée |       |          |
| 1967  | Non qualifiée | 1994 | Non qualifiée | 2022     | Non qualifiée |       |          |
| 1971  | Non qualifiée | 1998 | Non qualifiée | 2026     | -             |       |          |
| 1975  | Non qualifiée | 2002 | Non qualifiée | 2030     | -             |       |          |

#### EuroBasket
| Année | Position      |      | Année         | Position |               | Année | Position |
| 1938  | Non inscrit   | 1976 | 11e           | 2003     | Non qualifiée |       |          |
| 1950  | 12e           | 1978 | 10e           | 2005     | Non qualifiée |       |          |
| 1952  | Non qualifiée | 1980 | 6e            | 2007     | Non qualifiée |       |          |
| 1954  | Non inscrit   | 1981 | 6e            | 2009     | Non qualifiée |       |          |
| 1956  | 12e           | 1983 | 8e            | 2011     | Non qualifiée |       |          |
| 1958  | 8e            | 1985 | 11e           | 2013     | Non qualifiée |       |          |
| 1960  | 8e            | 1987 | Non qualifiée | 2015     | Non qualifiée |       |          |
| 1962  | Non inscrit   | 1989 | 6e            | 2017     | Non qualifiée |       |          |
| 1964  | Non inscrit   | 1991 | Non qualifiée | 2019     | Non qualifiée |       |          |
| 1966  | 5e            | 1993 | Non qualifiée | 2021     | Non qualifiée |       |          |
| 1968  | 12e           | 1995 | Non qualifiée | 2023     | Non qualifiée |       |          |
| 1970  | 7e            | 1997 | Non qualifiée | 2025     | Non qualifiée |       |          |
| 1972  | 11e           | 1999 | Non qualifiée | 2027     | -             |       |          |
| 1974  | 11e           | 2001 | Non qualifiée | 2029     | -             |       |          |